# Municipio de Silver Creek (Misuri)
Silver Creek Township) es un municipio del condado de Randolph, Misuri, Estados Unidos. Según el censo de 2020, tiene una población de 320 habitantes.
La subdivisión tiene un código de clase Z1, que indica que no está en funcionamiento (non-functioning county subdivision).

## Geografía
Está ubicada en las coordenadas 39°20′58″N 92°38′10″O / 39.34944, -92.63611. Según la Oficina del Censo, tiene una superficie total de 122.72 km², de los cuales 122.50 km² corresponden a tierra firme y 0.22 km² están cubiertos de agua.

## Demografía
Según el censo de 2020, hay 320 personas residiendo en la zona. La densidad de población es de 2.61 hab./km². El 93.75 % de los habitantes son blancos, el 0.31 % es afroamericano, el 0.31 % es amerindio, el 0.63 % son isleños del Pacífico, el 1.25 % son de otras razas y el 3.75 % son de una mezcla de razas. Del total de la población, el 4.38 % son hispanos o latinos de cualquier raza.